# Svájc az 1988. évi téli olimpiai játékokon
Svájc a kanadai Calgaryban megrendezett 1988. évi téli olimpiai játékok egyik részt vevő nemzete volt. Az országot az olimpián 7 sportágban 70 sportoló képviselte, akik összesen 15 érmet szereztek.

## Érmesek
| Érem  | Versenyző                                                | Sportág          | Versenyszám                |
| ----- | -------------------------------------------------------- | ---------------- | -------------------------- |
| Arany | Pirmin Zurbriggen                                        | Alpesisí         | Férfi lesiklás             |
| Arany | Vreni Schneider                                          | Alpesisí         | Női műlesiklás             |
| Arany | Vreni Schneider                                          | Alpesisí         | Női óriás-műlesiklás       |
| Arany | Ekkehard Fasser Kurt Meier Marcel Fässler Werner Stocker | Bob              | Férfi négyes               |
| Arany | Hippolyt Kempf                                           | Északi összetett | Egyéni                     |
| Ezüst | Peter Müller                                             | Alpesisí         | Férfi lesiklás             |
| Ezüst | Brigitte Oertli                                          | Alpesisí         | Női lesiklás               |
| Ezüst | Michela Figini                                           | Alpesisí         | Női szuperóriás-műlesiklás |
| Ezüst | Brigitte Oertli                                          | Alpesisí         | Női összetett              |
| Ezüst | Andreas Schaad Hippolyt Kempf Fredy Glanzmann            | Északi összetett | Csapat                     |
| Bronz | Pirmin Zurbriggen                                        | Alpesisí         | Férfi óriás-műlesiklás     |
| Bronz | Paul Accola                                              | Alpesisí         | Férfi összetett            |
| Bronz | Maria Walliser                                           | Alpesisí         | Női óriás-műlesiklás       |
| Bronz | Maria Walliser                                           | Alpesisí         | Női összetett              |
| Bronz | Andi Grünenfelder                                        | Sífutás          | Férfi 50 km                |

## Alpesisí
Férfi
| Versenyző         | Versenyszám            | 1. futam      | 1. futam      | 2. futam   | 2. futam   | Összesítés    | Összesítés    |
| Versenyző         | Versenyszám            | Idő           | Hely.         | Idő        | Hely.      | Idő           | Helyezés      |
| ----------------- | ---------------------- | ------------- | ------------- | ---------- | ---------- | ------------- | ------------- |
| Paul Accola       | Műlesiklás             | kizárták      | kizárták      | kiesett    | kiesett    | kiesett       | kiesett       |
| Joël Gaspoz       | Műlesiklás             | nem ért célba | nem ért célba | kiesett    | kiesett    | kiesett       | kiesett       |
| Joël Gaspoz       | Óriás-műlesiklás       | 1:06,70       | 13.           | 1:02,87    | 5.         | 2:09,57       | 10.           |
| Martin Hangl      | Óriás-műlesiklás       | 1:07,51       | 21.           | nem indult | nem indult | kiesett       | kiesett       |
| Martin Hangl      | Szuperóriás-műlesiklás |               |               |            |            | nem ért célba | nem ért célba |
| Franz Heinzer     | Lesiklás               |               |               |            |            | 2:03,36       | 17.           |
| Franz Heinzer     | Szuperóriás-műlesiklás |               |               |            |            | 1:43,32       | 15.           |
| Daniel Mahrer     | Lesiklás               |               |               |            |            | 2:03,18       | 12.           |
| Daniel Mahrer     | Szuperóriás-műlesiklás |               |               |            |            | nem ért célba | nem ért célba |
| Peter Müller      | Lesiklás               |               |               |            |            | 2:00,14       |               |
| Hans Pieren       | Műlesiklás             | nem ért célba | nem ért célba | kiesett    | kiesett    | kiesett       | kiesett       |
| Hans Pieren       | Óriás-műlesiklás       | 1:06,46       | 11.           | 1:04,22    | 17.        | 2:10,68       | 14.           |
| Pirmin Zurbriggen | Lesiklás               |               |               |            |            | 1:59,63       |               |
| Pirmin Zurbriggen | Műlesiklás             | 52,05         | 6.            | 48,43      | 7.         | 1:40,48       | 7.            |
| Pirmin Zurbriggen | Óriás-műlesiklás       | 1:05,57       | 3.            | 1:02,82    | 4.         | 2:08,39       |               |
| Pirmin Zurbriggen | Szuperóriás-műlesiklás |               |               |            |            | 1:41,96       | 5.*           |

| Versenyző         | Versenyszám | Lesiklás | Lesiklás | Lesiklás | Műlesiklás    | Műlesiklás    | Műlesiklás    | Műlesiklás    | Műlesiklás | Műlesiklás | Műlesiklás | Összesítés | Összesítés |
| Versenyző         | Versenyszám | Lesiklás | Lesiklás | Lesiklás | 1. futam      | 1. futam      | 2. futam      | 2. futam      | Össz.      | Össz.      | Össz.      | Összesítés | Összesítés |
| Versenyző         | Versenyszám | Idő      | Pont     | Hely.    | Idő           | Hely.         | Idő           | Hely.         | Idő        | Pont       | Hely.      | Pont       | Helyezés   |
| ----------------- | ----------- | -------- | -------- | -------- | ------------- | ------------- | ------------- | ------------- | ---------- | ---------- | ---------- | ---------- | ---------- |
| Paul Accola       | Összetett   | 1:51,27  | 48,24    | 24.      | 42,58         | 1.            | 42,35         | 2.            | 1:24,93    | 0,00       | 1.         | 48,24      |            |
| Bernhard Fahner   | Összetett   | 1:51,78  | 53,87    | 26.      | 47,56         | 19.           | 45,81         | 17.           | 1:33,37    | 66,58      | 17.        | 120,45     | 15.        |
| Martin Hangl      | Összetett   | 1:51,48  | 50,56    | 25.      | nem ért célba | nem ért célba | kiesett       | kiesett       | kiesett    | kiesett    | kiesett    | kiesett    | kiesett    |
| Pirmin Zurbriggen | Összetett   | 1:46,90  | 0,00     | 1.       | 44,32         | 6.**          | nem ért célba | nem ért célba | kiesett    | kiesett    | kiesett    | kiesett    | kiesett    |

Női
| Versenyző            | Versenyszám            | 1. futam      | 1. futam      | 2. futam      | 2. futam      | Összesítés | Összesítés |
| Versenyző            | Versenyszám            | Idő           | Hely.         | Idő           | Hely.         | Idő        | Helyezés   |
| -------------------- | ---------------------- | ------------- | ------------- | ------------- | ------------- | ---------- | ---------- |
| Chantal Bournissen   | Lesiklás               |               |               |               |               | 1:27,46    | 11.        |
| Michela Figini       | Lesiklás               |               |               |               |               | 1:27,26    | 9.         |
| Michela Figini       | Óriás-műlesiklás       | 1:02,35       | 22.           | nem ért célba | nem ért célba | kiesett    | kiesett    |
| Michela Figini       | Szuperóriás-műlesiklás |               |               |               |               | 1:20,03    |            |
| Zoë Haas             | Szuperóriás-műlesiklás |               |               |               |               | 1:20,91    | 7.*        |
| Brigitte Oertli      | Lesiklás               |               |               |               |               | 1:26,61    |            |
| Brigitte Oertli      | Műlesiklás             | 49,95         | 7.            | nem ért célba | nem ért célba | kiesett    | kiesett    |
| Brigitte Oertli      | Szuperóriás-műlesiklás |               |               |               |               | 1:21,56    | 17.        |
| Corinne Schmidhauser | Műlesiklás             | nem ért célba | nem ért célba | kiesett       | kiesett       | kiesett    | kiesett    |
| Corinne Schmidhauser | Óriás-műlesiklás       | 1:00,67       | 7.            | nem ért célba | nem ért célba | kiesett    | kiesett    |
| Vreni Schneider      | Műlesiklás             | 48,81         | 1.            | 47,88         | 1.            | 1:36,69    |            |
| Vreni Schneider      | Óriás-műlesiklás       | 1:00,53       | 5.            | 1:05,96       | 1.            | 2:06,49    |            |
| Maria Walliser       | Lesiklás               |               |               |               |               | 1:26,89    | 4.         |
| Maria Walliser       | Óriás-műlesiklás       | 1:00,57       | 6.            | 1:07,15       | 4.            | 2:07,72    |            |
| Maria Walliser       | Szuperóriás-műlesiklás |               |               |               |               | 1:20,48    | 6.         |

| Versenyző       | Versenyszám | Lesiklás      | Lesiklás      | Lesiklás      | Műlesiklás    | Műlesiklás    | Műlesiklás | Műlesiklás | Műlesiklás | Műlesiklás | Műlesiklás | Összesítés | Összesítés |
| Versenyző       | Versenyszám | Lesiklás      | Lesiklás      | Lesiklás      | 1. futam      | 1. futam      | 2. futam   | 2. futam   | Össz.      | Össz.      | Össz.      | Összesítés | Összesítés |
| Versenyző       | Versenyszám | Idő           | Pont          | Hely.         | Idő           | Hely.         | Idő        | Hely.      | Idő        | Pont       | Hely.      | Pont       | Helyezés   |
| --------------- | ----------- | ------------- | ------------- | ------------- | ------------- | ------------- | ---------- | ---------- | ---------- | ---------- | ---------- | ---------- | ---------- |
| Beatrice Gafner | Összetett   | nem ért célba | nem ért célba | nem ért célba | kiesett       | kiesett       | kiesett    | kiesett    | kiesett    | kiesett    | kiesett    | kiesett    | kiesett    |
| Brigitte Oertli | Összetett   | 1:18,37       | 29,48         | 11.           | 39,24         | 1.            | 41,47      | 1.         | 1:20,71    | 0,00       | 1.         | 29,48      |            |
| Vreni Schneider | Összetett   | 1:18,10       | 25,31         | 7.            | nem ért célba | nem ért célba | kiesett    | kiesett    | kiesett    | kiesett    | kiesett    | kiesett    | kiesett    |
| Maria Walliser  | Összetett   | 1:16,98       | 8,03          | 2.            | 41,80         | 6.            | 44,12      | 14.        | 1:25,92    | 43,25      | 11.        | 51,28      |            |

* - egy másik versenyzővel azonos eredményt ért el

** - két másik versenyzővel azonos eredményt ért el

## Bob
| Versenyző                                                | Versenyszám | 1. futam | 1. futam | 2. futam | 2. futam | 3. futam | 3. futam | 4. futam | 4. futam | Összesítés | Összesítés |
| Versenyző                                                | Versenyszám | Idő      | Hely.    | Idő      | Hely.    | Idő      | Hely.    | Idő      | Hely.    | Idő        | Helyezés   |
| -------------------------------------------------------- | ----------- | -------- | -------- | -------- | -------- | -------- | -------- | -------- | -------- | ---------- | ---------- |
| Hans Hiltebrand André Kiser                              | Kettes      | 58,74    | 21.      | 59,21    | 7.       | 59,55    | 3.       | 59,02    | 4.       | 3:56,52    | 6.         |
| Gustav Weder Donat Acklin                                | Kettes      | 58,01    | 11.      | 58,88    | 3.       | 1:00,12  | 8.       | 59,05    | 5.       | 3:56,06    | 4.         |
| Ekkehard Fasser Kurt Meier Marcel Fässler Werner Stocker | Négyes      | 56,83    | 7.       | 57,37    | 3.       | 55,88    | 1.       | 57,43    | 4.       | 3:47,51    |            |
| Hans Hiltebrand Urs Fehlmann Erwin Fassbind André Kiser  | Négyes      | 56,39    | 2.       | 57,91    | 12.      | 57,13    | 15.      | 57,82    | 6.       | 3:49,25    | 9.         |

## Északi összetett
| Versenyző                                     | Versenyszám | Síugrás | Síugrás | Síugrás    | Sífutás    | Sífutás    | Összesítés | Összesítés |
| Versenyző                                     | Versenyszám | Pont    | Hely.   | Időhátrány | Idő        | Hely.      | Idő        | Helyezés   |
| --------------------------------------------- | ----------- | ------- | ------- | ---------- | ---------- | ---------- | ---------- | ---------- |
| Fredy Glanzmann                               | Egyéni      | 180,1   | 37.*    | +5:22,7    | 40:16,1    | 25.        | 45:38,8    | 35.        |
| Hippolyt Kempf                                | Egyéni      | 217,9   | 3.      | +1:10,7    | 38:16,8    | 2.         | 39:27,5    |            |
| Andreas Schaad                                | Egyéni      | 207,2   | 14.     | +2:22,0    | 38:18,0    | 3.         | 40:40,0    | 5.         |
| Stefan Späni                                  | Egyéni      | 178,6   | 40.     | +5:32,7    | nem indult | nem indult | kiesett    | kiesett    |
| Fredy Glanzmann Hippolyt Kempf Andreas Schaad | Csapat      | 571,4   | 6.      | +4:52,0    | 1:15:57,4  | 1.         | 1:20:49,4  |            |

* - egy másik versenyzővel azonos eredményt ért el

## Jégkorong
| Svájci férfi jégkorongcsapat-játékoskeret                                                                                     | Svájci férfi jégkorongcsapat-játékoskeret                                                                                             | Svájci férfi jégkorongcsapat-játékoskeret                                                                   |
| --- | --- | --- |
| - Olivier Anken - Patrice Brasey - Gaëtan Boucher - Richard Bucher - Urs Burkart - Manuele Celio - Pietro Cunti - Jörg Eberle | - Felix Hollenstein - Peter Jaks - Jakob Kölliker - André Künzi - Markus Leuenberger - Fredy Lüthi - Fausto Mazzoleni - Gil Montandon | - Philipp Neuenschwander - Andreas Ritsch - Bruno Rogger - Peter Schlagenhauf - Thomas Vrabec - Roman Wäger |

### Eredmények
A csoport
| Csapat        | M | Gy | D | V | G+ | G– | Gk  | P |
| ------------- | - | -- | - | - | -- | -- | --- | - |
| Finnország    | 5 | 3  | 1 | 1 | 22 | 8  | +14 | 7 |
| Svédország    | 5 | 2  | 3 | 0 | 23 | 10 | +13 | 7 |
| Kanada        | 5 | 3  | 1 | 1 | 18 | 13 | +5  | 7 |
| Svájc         | 5 | 3  | 0 | 2 | 19 | 10 | +9  | 6 |
| Lengyelország | 5 | 0  | 1 | 4 | 3  | 13 | –10 | 1 |
| Franciaország | 5 | 0  | 0 | 5 | 10 | 41 | –31 | 0 |

| 1988. február 14. | Finnország (FIN) | 1 – 2 (0–2, 0–0, 1–0) | Svájc | Calgary |

|  |  |  |  |  |
|  |  |  |  |  |
|  |  |  |  |  |
|  |  |  |  |  |

| 1988. február 16. | Kanada (CAN) | 4 – 2 (0–0, 1–1, 3–1) | Svájc | Calgary |

|  |  |  |  |  |
|  |  |  |  |  |
|  |  |  |  |  |
|  |  |  |  |  |

| 1988. február 18. | Svédország (SWE) | 4 – 2 (3–0, 1–1, 0–1) | Svájc | Calgary |

|  |  |  |  |  |
|  |  |  |  |  |
|  |  |  |  |  |
|  |  |  |  |  |

| 1988. február 20. | Svájc (SUI) | 4 – 1 (4–0, 0–0, 0–1) | Lengyelország | Calgary |

|  |  |  |  |  |
|  |  |  |  |  |
|  |  |  |  |  |
|  |  |  |  |  |

| 1988. február 22. | Svájc (SUI) | 9 – 0 (1–0, 3–0, 5–0) | Franciaország | Calgary |

|  |  |  |  |  |
|  |  |  |  |  |
|  |  |  |  |  |
|  |  |  |  |  |

A 7. helyért
| 1988. február 25. | Egyesült Államok (USA) | 8 – 4 (2–1, 3–0, 3–3) | Svájc | Calgary |

|  |  |  |  |  |
|  |  |  |  |  |
|  |  |  |  |  |
|  |  |  |  |  |

| Csapat | Helyezés |
| ------ | -------- |
| Svájc  | 8.       |

## Műkorcsolya
| Versenyző       | Versenyszám  | Kötelező elemek   | Kötelező elemek | Kötelező elemek | Rövid program     | Rövid program | Rövid program | Kűr               | Kűr   | Kűr         | Összesítés         | Összesítés |
| Versenyző       | Versenyszám  | Több. hely. száma | Hely.           | Hely. pont.     | Több. hely. száma | Hely.         | Hely. pont.   | Több. hely. száma | Hely. | Hely. pont. | Helyezési pontszám | Helyezés   |
| --------------- | ------------ | ----------------- | --------------- | --------------- | ----------------- | ------------- | ------------- | ----------------- | ----- | ----------- | ------------------ | ---------- |
| Oliver Höner    | Férfi egyéni | 9×10+             | 10.             | 6,0             | 5×11+             | 10.           | 4,0           | 6×14+             | 14.   | 14,0        | 24,0               | 12.        |
| Stéfanie Schmid | Női egyéni   | 5×20+             | 21.             | 12,6            | 5×16+             | 16.           | 6,4           | 6×12+             | 12.   | 12,0        | 31,0               | 15.        |

## Sífutás
Férfi
| Versenyző                                                   | Versenyszám     | Eredmény      | Helyezés      |
| ----------------------------------------------------------- | --------------- | ------------- | ------------- |
| Jürg Capol                                                  | 15 km           | 43:59,5       | 22.           |
| Jürg Capol                                                  | 30 km           | 1:31:35,8     | 30.           |
| Markus Fähndrich                                            | 50 km           | 2:13:33,2     | 35.           |
| Andi Grünenfelder                                           | 15 km           | 45:35,5       | 35.           |
| Andi Grünenfelder                                           | 30 km           | nem ért célba | nem ért célba |
| Andi Grünenfelder                                           | 50 km           | 2:06:01,9     |               |
| Giachem Guidon                                              | 15 km           | nem ért célba | nem ért célba |
| Giachem Guidon                                              | 30 km           | 1:28:05,9     | 13.           |
| Giachem Guidon                                              | 50 km           | 2:09:02,2     | 13.           |
| Konrad Hallenbarter                                         | 15 km           | nem ért célba | nem ért célba |
| Jeremias Wigger                                             | 30 km           | 1:30:47,1     | 26.           |
| Jeremias Wigger                                             | 50 km           | 2:09:05,3     | 14.           |
| Andi Grünenfelder Jürg Capol Giachem Guidon Jeremias Wigger | 4 × 10 km váltó | 1:46:16,3     | 4.            |

Női
| Versenyző                                                      | Versenyszám    | Eredmény  | Helyezés |
| -------------------------------------------------------------- | -------------- | --------- | -------- |
| Christina Gilli-Brügger                                        | 5 km           | 15:44,5   | 15.      |
| Christina Gilli-Brügger                                        | 10 km          | 31:37,4   | 18.      |
| Christina Gilli-Brügger                                        | 20 km          | 57:37,4   | 4.       |
| Marianne Irniger                                               | 5 km           | 16:37,5   | 35.      |
| Marianne Irniger                                               | 10 km          | 34:58,3   | 43.      |
| Marianne Irniger                                               | 20 km          | 1:01:51,5 | 30.      |
| Evi Kratzer                                                    | 5 km           | 15:42,8   | 14.      |
| Evi Kratzer                                                    | 10 km          | 31:16,7   | 11.*     |
| Evi Kratzer                                                    | 20 km          | 58:56,1   | 14.      |
| Sandra Parpan                                                  | 10 km          | 33:02,0   | 32.      |
| Karin Thomas                                                   | 5 km           | 17:04,1   | 40.      |
| Karin Thomas                                                   | 20 km          | 59:17,2   | 16.      |
| Karin Thomas Sandra Parpan Evi Kratzer Christina Gilli-Brügger | 4 × 5 km váltó | 1:01:59,4 | 4.       |

* - egy másik versenyzővel azonos eredményt ért el

## Síugrás
| Versenyző                                                              | Versenyszám | 1. ugrás | 1. ugrás | 2. ugrás | 2. ugrás | Összesítés | Összesítés |
| Versenyző                                                              | Versenyszám | Pont     | Hely.    | Pont     | Hely.    | Pont       | Helyezés   |
| ---------------------------------------------------------------------- | ----------- | -------- | -------- | -------- | -------- | ---------- | ---------- |
| Gérard Balanche                                                        | Normálsánc  | 85,9     | 41.      | 87,9     | 29.**    | 173,8      | 37.        |
| Gérard Balanche                                                        | Nagysánc    | 95,4     | 28.      | 77,2     | 34.      | 172,6      | 30.        |
| Christian Hauswirth                                                    | Normálsánc  | 90,3     | 34.      | 74,4     | 52.      | 164,7      | 48.        |
| Christian Hauswirth                                                    | Nagysánc    | 94,9     | 30.      | 82,2     | 27.      | 177,1      | 27.        |
| Christoph Lehmann                                                      | Normálsánc  | 76,0     | 56.      | 74,9     | 50.      | 150,9      | 56.        |
| Christoph Lehmann                                                      | Nagysánc    | 87,3     | 39.      | 65,9     | 46.      | 153,2      | 44.        |
| Fabrice Piazzini                                                       | Normálsánc  | 99,9     | 16.*     | 88,9     | 23.      | 188,8      | 17.        |
| Fabrice Piazzini                                                       | Nagysánc    | 73,9     | 52.      | 83,0     | 25.      | 156,9      | 43.        |
| Gérard Balanche Christoph Lehmann Fabrice Piazzini Christian Hauswirth | Csapat      | 258,3    | 9.       | 257,8    | 8.       | 516,1      | 8.         |

* - egy másik versenyzővel azonos eredményt ért el

** - két másik versenyzővel azonos eredményt ért el